# William "Bootsy" Collins
William Earl "Bootsy" Collins (n. 26 octombrie 1951, Cincinnati, Ohio) este un basist, cântăreț și compozitor de funk american.
Cântând cu James Brown la sfârșitul anilor '60 și cu Parliament-Funkadelic în anii '70, Collins a devenit unul dintre numele importante ale muzicii funk. Este membru al Rock and Roll Hall of Fame după ce a fost inclus în 1997 împreună cu alți 15 membrii ai Parliament-Funkadelic.
1. ↑  Bootsy Collins, SNAC, accesat în 9 octombrie 2017
2. 1 2  „William "Bootsy" Collins”, Gemeinsame Normdatei, accesat în 17 octombrie 2015
3. ↑  CONOR.SI[*] Verificați valoarea |titlelink= (ajutor)
4. 1 2 3  Montreux Jazz Festival Database[*] Verificați valoarea |titlelink= (ajutor);